# Alin (Fluss)
Der Alin (französisch: Ruisseau d’Alin) – manchmal auch Allin geschrieben –  ist ein kleiner Fluss im Nordosten von Frankreich, der im Département Ardennes der Region Grand Est östlich der Stadt Reims verläuft.

## Geografie

### Verlauf
Der Alin entspringt im Gemeindegebiet von Aure, entwässert mit einem anfänglichen Bogen über Süd generell Richtung Nordost und mündet nach rund 17 Kilometern im Gemeindegebiet von Brécy-Brières als linker Nebenfluss in die Aisne.

### Orte am Fluss
(Reihenfolge in Fließrichtung)
- Aure
- Manre
- Ardeuil, Gemeinde Ardeuil-et-Montfauxelles
- Ferme de Moya, Gemeinde Marvaux-Vieux
- Château les Rosiers, Gemeinde Séchault
- Challerange
- Brécy, Gemeinde Brécy-Brières